# Attalea pindobassu
Attalea pindobassu är en enhjärtbladig växtart som beskrevs av Gregório Gregorievich Bondar. Attalea pindobassu ingår i släktet Attalea och familjen Arecaceae. Inga underarter finns listade i Catalogue of Life.